# Fantasyfilm
Een fantasyfilm is een film waarvan het verhaal zich afspeelt in een imaginaire wereld, met fantasyelementen als belangrijk thema; meestal in de vorm van toverij, fictieve wezens en werelden. 

## Definitie fantasyfilm
Een duidelijk omschrijving van een fantasyfilm is vrijwel niet te geven, maar meestal wordt een film een fantasyfilm genoemd wanneer het fantastische element de boventoon voert, dus wanneer er iets in gebeurt wat in realiteit niet kan gebeuren.
Het fantasygenre heeft veel overeenkomsten met (vooral) het sciencefiction-, maar ook het horrorgenre. Verwante genres die meestal niet tot fantasy worden gerekend zijn de sprookjesfilm (Repelsteeltje), fabelfilm (Bambi) en kung-fu film (Crouching Tiger, Hidden Dragon). Filmgenres die meestal wel als fantasy worden beschouwd zijn de mythologische en superheldenfilms.
Fantasyfilms worden vaak onderverdeeld in klassieke en moderne fantasyfilms:

## Klassieke fantasyfilm
De klassieke fantasyfilm speelt zich meestal af in een op middeleeuws Europa gebaseerde wereld of een fictieve wereld met een vergelijkbaar ontwikkelingsniveau. Meestal bestaan er nog geen machines of vuurwapens. Hiervoor in plaats wordt vaak toverij gebruikt. De wereld wordt vaak bevolkt door typische fantasywezens als elfen, feeën, dwergen, trollen en draken.
Films:
- The 10th Kingdom
- Conan the Barbarian
- The Dark Crystal
- Dragonheart
- The Hobbit
- Dungeons & Dragons
- Eragon
- De Kronieken van Narnia
- Ladyhawke
- Legend
- The Lord of the Rings
- Der Ring des Nibelungen
- Willow

## Moderne fantasyfilm
Moderne fantasyfilms spelen zich zo ongeveer in de huidige tijd af, maar bevat wel typische fantasy kenmerken als toverij en fictieve wezens.
Enkele films en televisieseries:
- De Harry Potterfilms
- De Indiana Jonesfilms
- Ghostbusters
- Highlander
- Lara Croft: Tomb Raider
- De televisieserie Buffy the Vampire Slayer
- Jordskott

Naast deze hoofdverdeling bestaan er ook vele subgenres van de fantasy.